# Eochusenella
Eochusenella es un género de foraminífero bentónico de la subfamilia Chusenellinae, de la familia Schwagerinidae, de la superfamilia Fusulinoidea, del suborden Fusulinina y del orden Fusulinida. Su especie tipo es Eochusenella longsangensis. Su rango cronoestratigráfico abarcaba el Longliniense o Asseliense (Pérmico inferior).

## Discusión
Clasificaciones más recientes incluyen Eochusenella en la superfamilia Schwagerinoidea, y en la subclase Fusulinana de la clase Fusulinata.

## Clasificación
Eochusenella incluye a las siguientes especies:
- Eochusenella lepida †
- Eochusenella longsangensis †
- Eochusenella shimenyaensis †
- Eochusenella trivialis †